# Brachynemurus ramburi
Brachynemurus ramburi is een insect uit de familie van de mierenleeuwen (Myrmeleontidae), die tot de orde netvleugeligen (Neuroptera) behoort. 
Brachynemurus ramburi is voor het eerst wetenschappelijk beschreven door Banks in 1907.